# Otto Steiger (Bildhauer)
Otto Steiger (* 9. Juni 1865 in Rapperswil; † 18. Dezember 1931 in St. Gallen) war ein Schweizer Bildhauer.

## Leben
Steiger besuchte zunächst die Primär- und Realschule in Flawil und absolvierte danach eine Lehre in einem Zürcher Grabsteingeschäft (Rusterholz). Er unternahm anschliessend eine 15-jährige Bildungsreise ins Ausland, wobei er zunächst seinen Bruder in Aschaffenburg aufsuchte. Dort führte er praktische Arbeiten aus und half bei Ausführung von Familiengrüften und Kriegerdenkmälern. Anschliessend fertigte er in Frankfurt, Hamburg, Köln, Kiefersfelden und München überwiegend figürliche Darstellungen. Anschliessend eröffnete er in Herisau ein Grabsteingeschäft und schuf mehrere grössere Grabdenkmäler. Da er sich eine Ausbildung an einer Akademie nicht leisten konnte, bildete er sich an Abendschulen weiter. Die Ausführung seiner Grabdenkmäler fand viel Anerkennung, so dass ihm die Herstellung des für die im Jahr 1903 anstehende 500-jährige Feier der Schlacht bei Vögelinsegg anvertraut wurde. Es wurde auf dem Schlachtfeld aufgestellt und am 12. Juli 1903 eingeweiht. Dabei fand es eine „allgemein günstige Beurteilung“
Dargestellt ist ein kräftiger Appenzeller in Sennentracht, der aufrecht auf einem Felsvorsprung steht und nach dem Feind ausschau hält. Mit seiner gesenkten rechten Hand umfasst er einen Morgenstern. Die marmorne Statue ist 2,20 m hoch und steht auf einem 2 m hohen Granitsockel, auf dem die Jahreszahlen 1403–1903 eingelassen sind. Zum Zeitpunkt der Aufstellung bildete eine Eichengruppe den Hintergrund. Zuvor hatte es eine öffentliche Ausschreibung gegeben, bei der Steiger den Zuschlag erhielt.

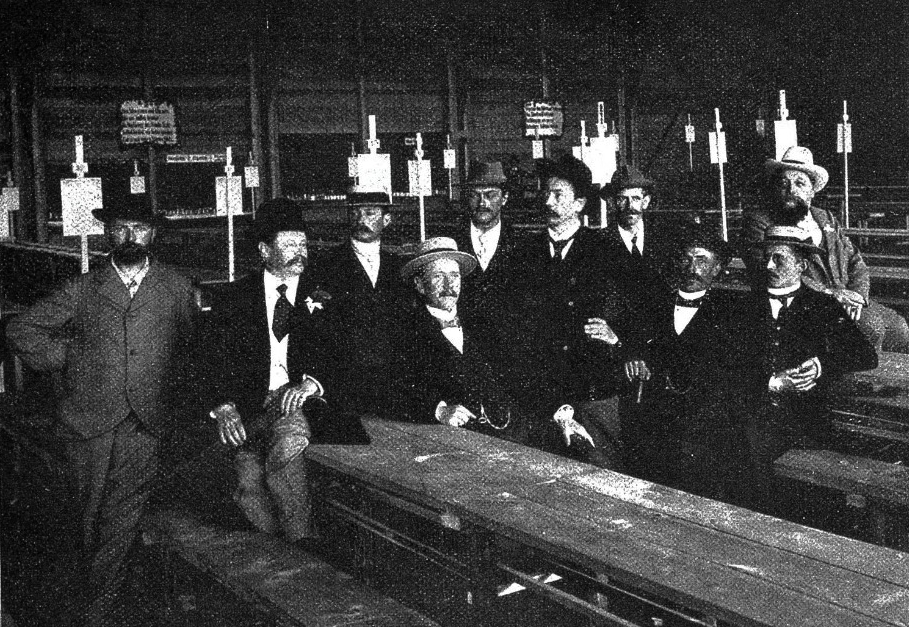
1903, links aussen Otto Steiger mit Pressevertretern

Vögelinsegg-Denkmal
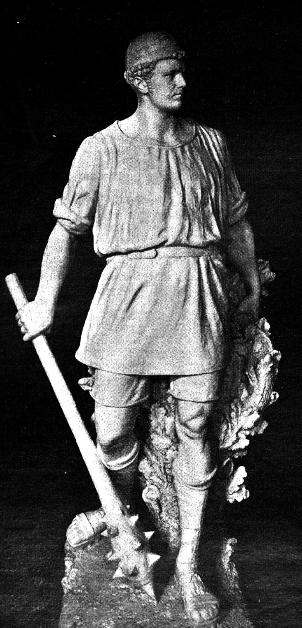
Detailansicht Skulptur
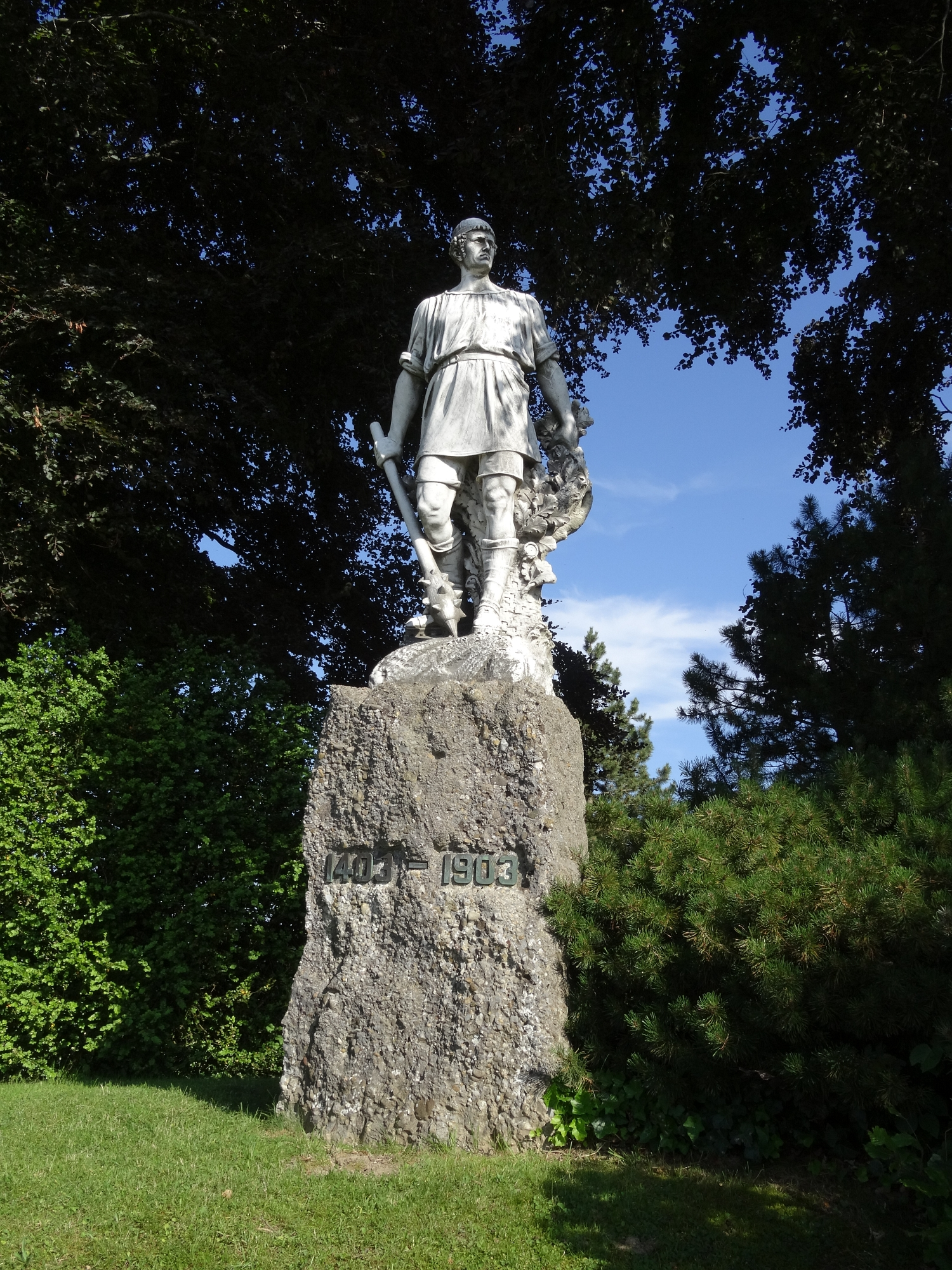
Gesamtansicht